# アル・ヒジュル (クルアーン)

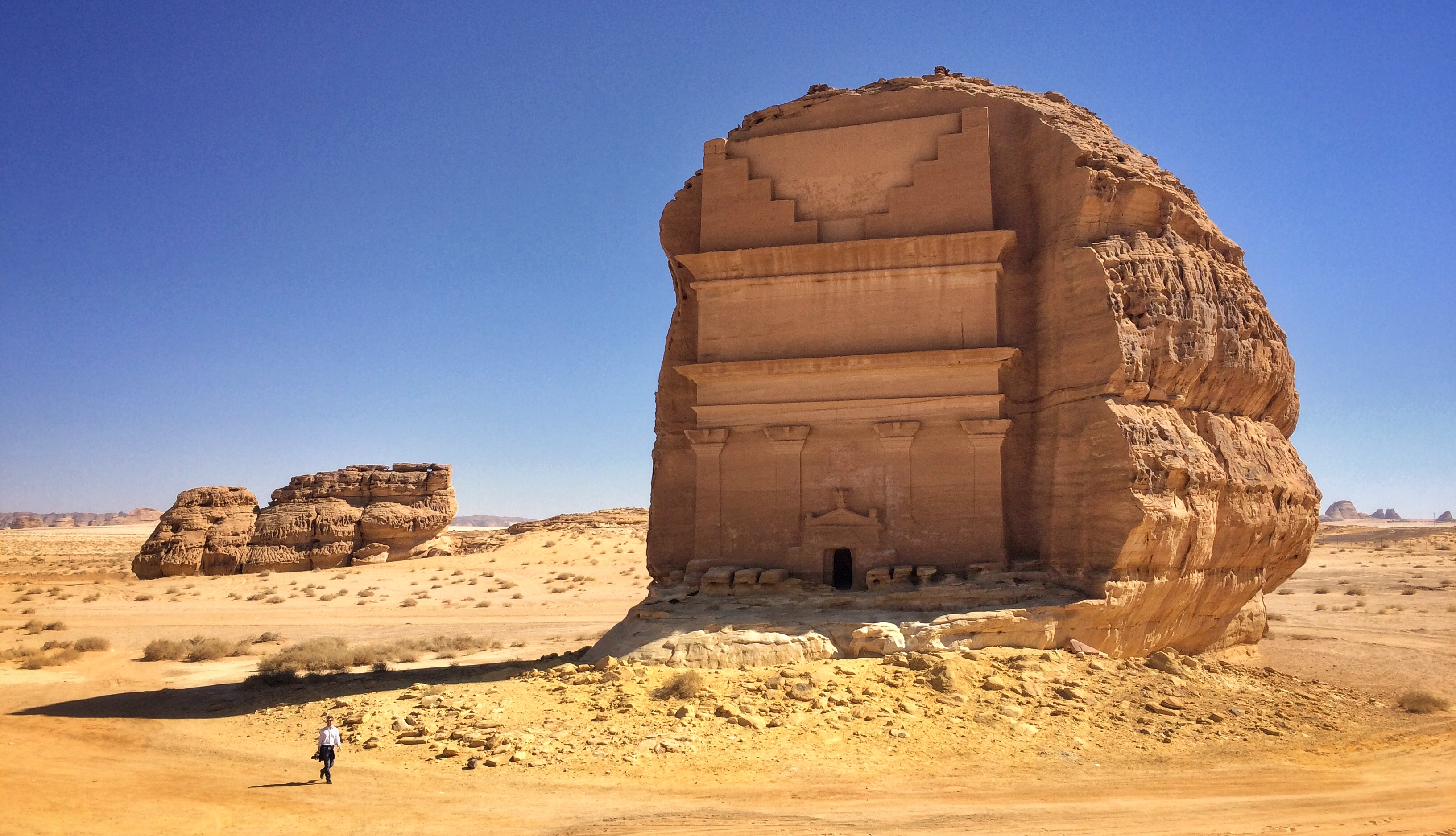
現代のマダイン・サーレハの様子

『アル・ヒジュル』とは、クルアーンにおける第15番目の章（スーラ）。99の節（アーヤ）から成る。
スーラの冒頭に神秘文字（Muqatta'at）が置かれている（計29スーラ）うちの一つ。